# Пастух Іван Русланович
Іван Русланович Пастух (нар. 18 березня 1998, село Тяпче, Івано-Франківська область, Україна) — український футболіст, центральний захисник клубу «Скала» (Стрий).

## Клубна кар'єра
Народився в місті Долина, вихованець місцевої ДЮСШ. Виступав за долинські клуби в юнацьких чемпіонатах Івано-Франківської області. У ДЮФЛУ виступав за 2013 по 2015 рік за моршинську «Скалу» та франківський «Тепловик-ДЮСШ-3». З 2016 по 2019 рік захищав кольори долинського «Нафтовика» в чемпіонаті Івано-Франківської області.
У середині липня 2019 року перейшов до провідної команди області, «Прикарпаття». У футболці франківського клубу дебютував 27 серпня 2019 року в програному (1:5) виїзному поєдинку 2-го попереднього раунду кубку України проти «Миколаєва». Іван вийшов на поле в стартовому складі та відіграв увесь матч, а на 41-ій хвилині отримав жовту картку. У Першій лізі України дебютував 16 листопада 2019 року в програному (1:2) домашньому поєдинку 18-го туру проти луцької «Волині». Пастух вийшов на поле в стартовому складі та відіграв увесь матч.

## Кар'єра в збірній
У 2018 році виступав за збірну Івано-Франківської області з футболу.